# List (Hannover)
List è una frazione (Stadtteil) della città di Hannover, nel land della Bassa Sassonia, in Germania.

## Storia
Già comune autonomo nel circondario di Hannover, fu soppresso e incorporato a Hannover il 1º luglio 1891.
Forma, insieme con Vahrenwald, il quartiere (Stadtbezirke) di Vahrenwald-List.